# Sorocostia albalis
Sorocostia albalis är en fjärilsart som beskrevs av Walker 1865. Sorocostia albalis ingår i släktet Sorocostia och familjen trågspinnare. Inga underarter finns listade i Catalogue of Life.